# Kappa2 Sagittarii
Título a ser usado para criar uma ligação interna é Kappa2 Sagittarii.
Kappa2 Sagitarii (Sagitarii) é uma estrela na direção da constelação de Sagittarius. Possui uma ascensão reta de 20h 23m 53.19s e uma declinação de −42° 25′ 22.5″. Sua magnitude aparente é igual a 5.64. Considerando sua distância de 370 anos-luz em relação à Terra, sua magnitude absoluta é igual a 0.36. Pertence à classe espectral A3V.